# Maria Gorettikerk (Gent)

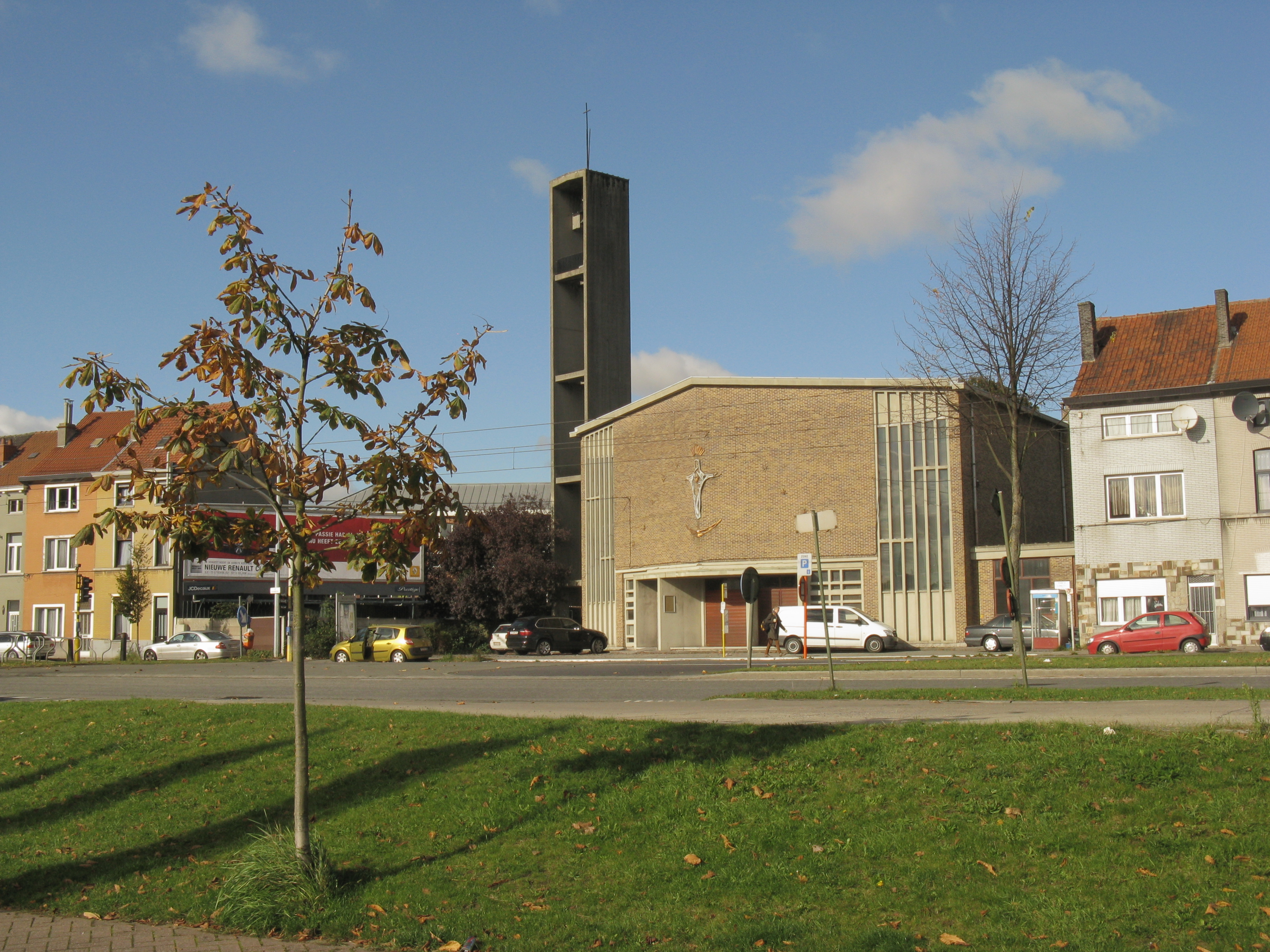
De Maria-Gorettikerk

De Maria Gorettikerk, officieel Kerk Onze-Lieve-Vrouw Koningin, is een kerkgebouw in de Belgische stad Gent. Het is een klein, veelhoekig kerkgebouw langs de Blaisantvest. De kerk werd in 1961 ingewijd.

## Bouwgeschiedenis
Ontwerper van de kerk was architect Rutger Langaskens. In 1958 koos men voor een ontwerp in de stijl van de Expo '58 maar de financiering verliep moeilijk. De jezuïeten kozen dan voor een compacter kerkgebouw. Prominent aanwezig is de betonnen, open en losstaande kerktoren. De geknikte voorgevel is versierd met een Mariabeeld in keramiek van Paul De Bruyne (1936-2007).
Een groot ijzeren Christusbeeld hangt achter het altaar, afkomstig uit het Missiepaviljoen van de Brusselse wereldtentoonstelling. Sociale woningbouwplannen in het kader van Bruggen naar Rabot bedreigden korte tijd de kerk in haar bestaan.

## Nieuwe bestemming
Inmiddels werd de kerk door de vzw DOIC gerenoveerd en omgebouwd tot een hedendaagse multifunctionele ruimte voor allerlei niet-commerciële activiteiten. Op 4 oktober 2019 werd de kerk (omgedoopt tot Blaisantkerk) feestelijk heropend.  